# Leroy Williams
Leroy Williams (3. února 1937, Chicago – 2. března 2022) byl americký jazzový bubeník. Svou kariéru zahájil ve druhé polovině padesátých let; od roku 1959 do následujícího roku vystupoval se zpěvačkou Judy Roberts. Od konce šedesátých let do konce následující dekády nahrál několik alb s klavíristou Barrym Harrisem. Během své kariéry spolupracoval s mnoha dalšími hudebníky, mezi které patří například Anthony Braxton, Jimmy Raney, Andrew Hill, Charles McPherson nebo Slide Hampton. Své jediné album jako leader, které neslo název Time Is…, vydal v roce 2007.